# Fotografis

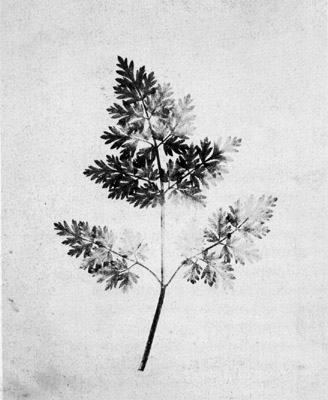
William Fox Talbot: Fotogenická kresba, 1835

Sbírka Fotografis byla založena v roce 1976 bankou Austria a obsahuje více než 1000 fotografií z průkopnických dob fotografie od roku 1840, z období 19. století. Dále obsahuje exempláře z období piktorialismu, přímé fotografie až po experimentální snímky avantgardy a současné fotografie do osmdesátých let století dvacátého.
Sbírka se zaměřuje na klasické příklady média fotografie: dokumentární, černobílý kolorit a obvykle malý formát. Díla z 19. století dokládají původní poslání fotografie zachytit realitu přímo, autenticky, i když toto dosáhlo již malířství. Tuto funkci převzalo nové médium, které začalo dominovat. Sbírka se specializuje například na cestovní fotografii, snímky exotických míst a klasické portréty.

## Sbírka
Z období 40. let 19. století jsou ve sbírce zastoupena díla od průkopníku fotografie Williama Henryho Foxe Talbota, Eadwearda Muybridge Davida Octavia Hilla nebo Roberta Adamsona.
Jako příklad využívání malířských efektů v tvorbě jsou zastoupena impresionistická díla, která obě média konvergují: Julia Margaret Cameron, Edward Steichen a Heinrich Kühn představují v rámci kolekce období piktorialismu. Fotografie z cest Francis Frith a Maxime du Camp.
Paul Strand a Edward Weston otevřeli ve 20. letech kapitolu Přímé fotografie, nového směru výtvarné fotografie – do popředí se v té době dostává vlastní hodnota fotografie: přesný a precizní záznam reality s širokou škálou jasů od nejsvětlejších po nejtmavší tóny. Zároveň se rozšíří řady avantgardních umělců, především dadaistů a konstruktivistů – fotografie radikálně ovlivňuje práci Man Raye, Alexandra Michajloviče Rodčenka, Raoula Hausmanna a László Moholy-Nagye, jejichž díla jsou významnou součástí sbírky. Reportážní a dokumentárně sociální snímky od Weegeeho až po Diane Arbusovou hrály významnou roli v dějinách fotografie 20. století.
Z českých fotografů jsou ve sbírce zastoupeni Alfons Mucha, Jaromír Funke, Jaroslav Rössler nebo František Drtikol.
V zimě roku 2008 v období prosinec – únor 2009 byla kolekce vystavena v Národní galerii v Praze.

## Galerie

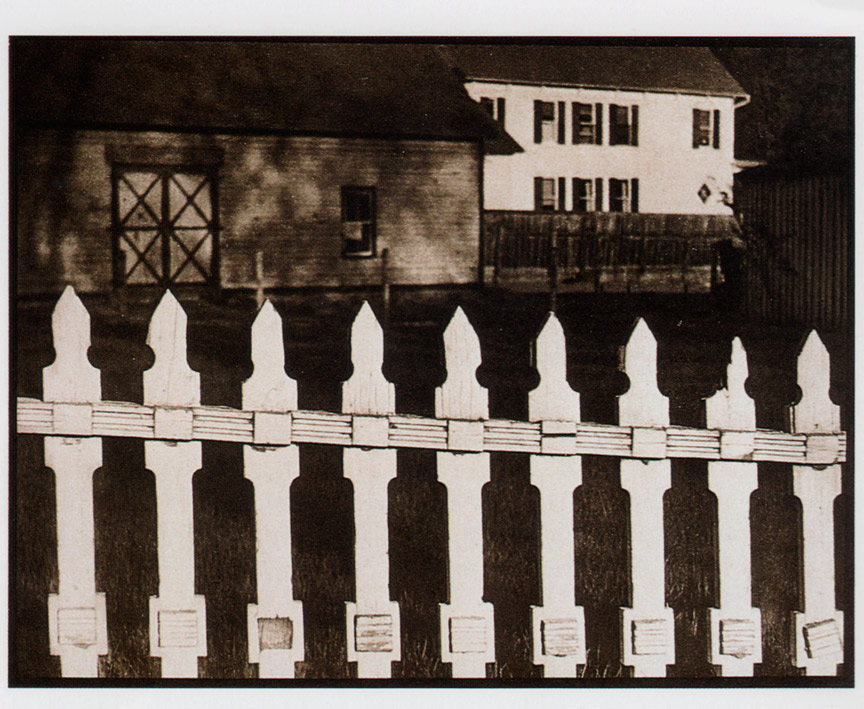
Paul Strand: Plot, Camera Work č. 49/50, 1917
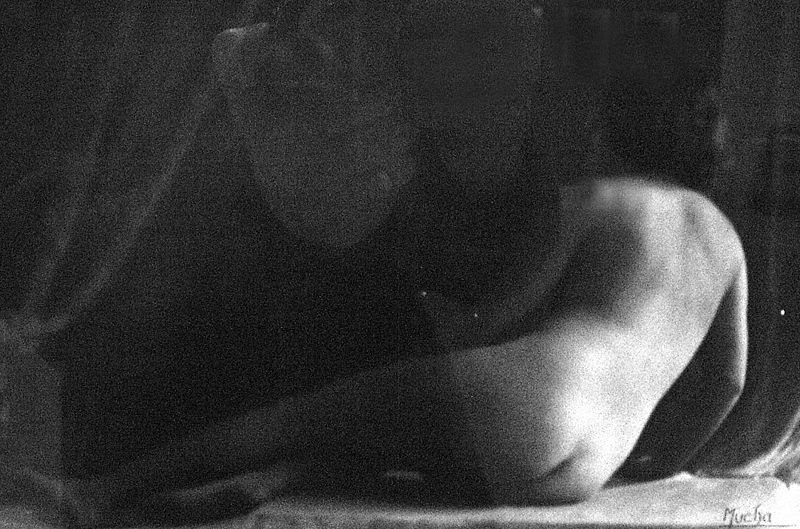
Alfons Mucha: Model, asi 1895
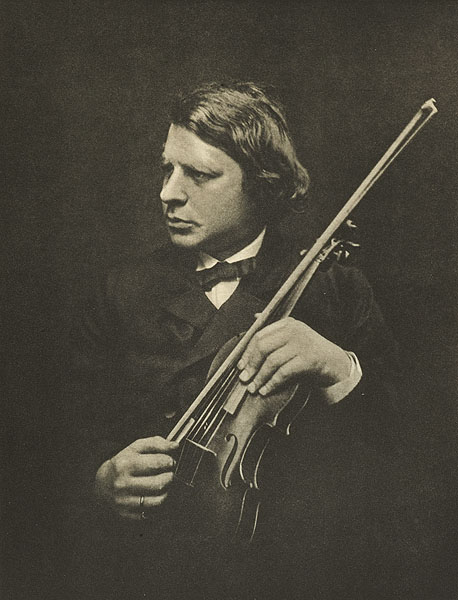
Julia Margaret Cameronová: Joachim Camera Work č. 41, 1913
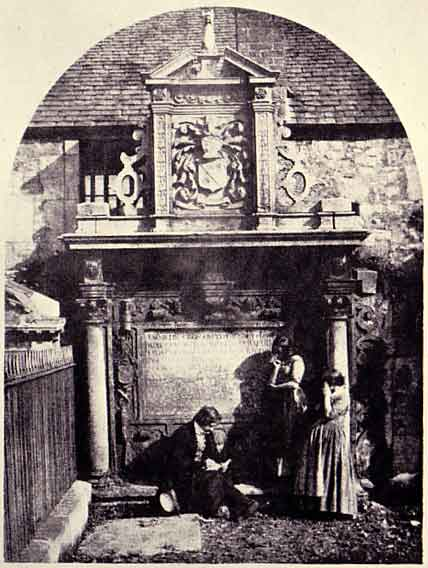
Robert Adamson: Greyfriars Kirkyard, Edinburgh, 1848